# مكتب خلفي

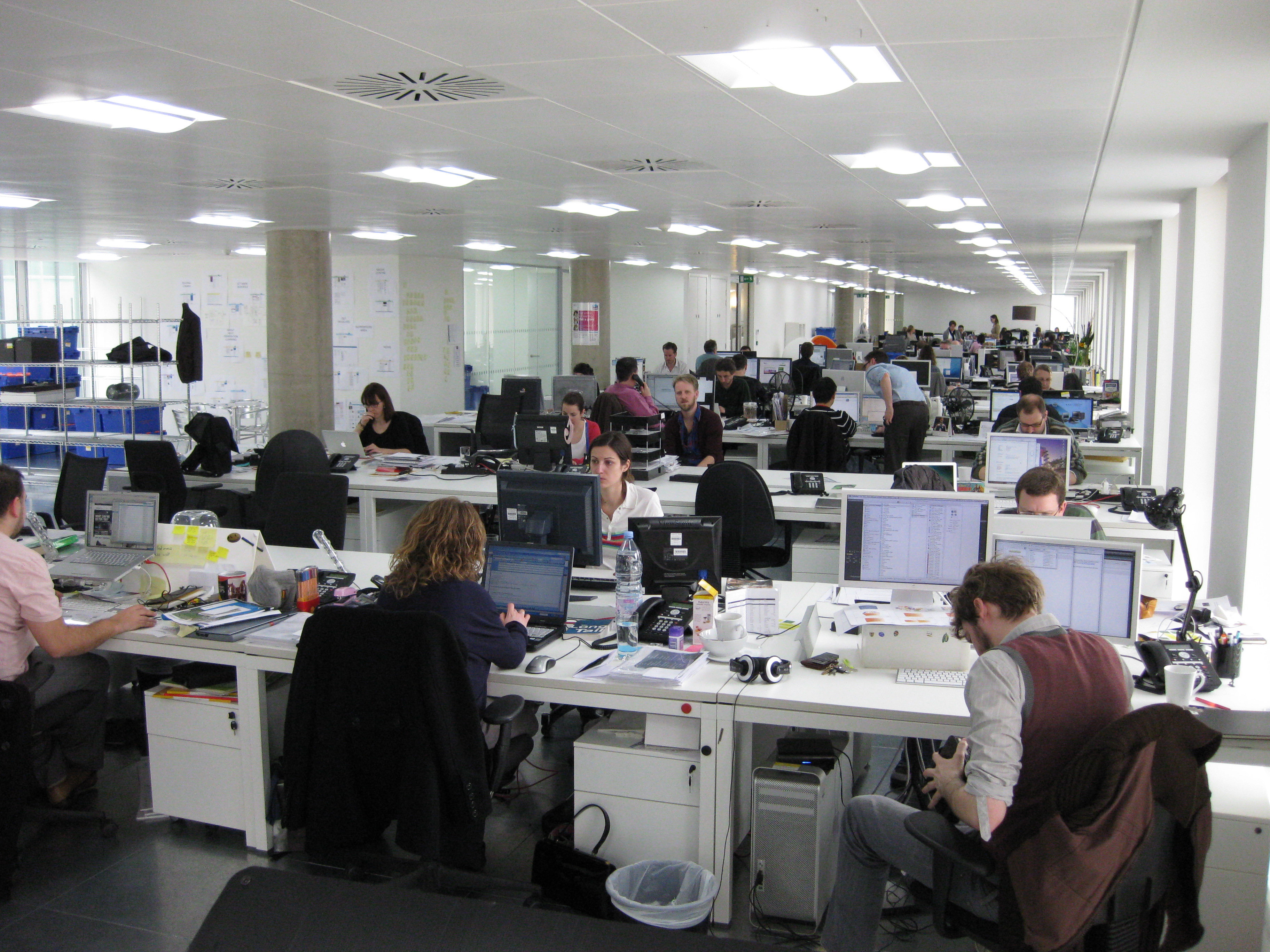
عمال المكتب الخلفي في شركة في لندن

المكتب الخلفي في معظم الشركات هو المكان الذي يُدعم فيه عمل المكتب الأمامي. المكتب الأمامي هو «وجه» الشركة وهو جميع موارد الشركة التي تُستخدم في البيع والتفاعل مع الزبائن والعملاء. المكتب الخلفي هو جميع موارد الشركة المخصصة لإنتاج منتج أو خدمة فعليًا مثل إدخال البيانات وكشوف المرتبات والمحاسبة وجميع العمالة الأخريات التي لا يراها الزبائن، مثل الإدارة أو الخدمات السَّوقية. يشمل عمل المكتب الخلفي بشكل عام الأدوار التي تؤثر على جانب التكاليف في بيان التداول الخاص بالعمل ويتضمن عمل المكتب الأمامي الأدوار التي تؤثر على جانب الدخل في بيان تداول الأعمال.